# آسارجیک
آسارجیک (به ترکی استانبولی: Asarcık) یک منطقهٔ مسکونی در ترکیه است که در استان سامسون واقع شده‌است.